# Switchblade (israelische Band)
Switchblade ist eine Heavy-Metal-Band aus Haifa, Israel.

## Geschichte
Die Gruppe wurde 2005 in Haifa gegründet und veröffentlichte 2011 und 2012 die Singles Endless War/ Euphoria bzw. Metalista. Das erste Studioalbum erschien 2013 bei dem deutschen Label Killer Metal Records.

## Stil
In Ausgabe 321 des Rock Hard bezeichnete Wolfram Küper die Musik als „ganz offensichtlich“ von den ersten vier Iron-Maiden-Alben beeinflusst. Fabian Zeitlinger von metalinside.de schrieb zusätzlich, dass die Band „zwischen Maiden, Priest und etwas Accept hin und her“ schwanke.

## Diskografie
- 2011: Endless War/ Euphoria (Single)
- 2012: Metalista (Single)
- 2013: Heavy Weapons (Album)